# Кол Сан Ђовани (Торино)
Кол Сан Ђовани је насеље у Италији у округу Торино, региону Пијемонт.
Према процени из 2011. у насељу је живело 55 становника. Насеље се налази на надморској висини од 1109 м.